# جون ستيفنز (سياسي أمريكي)
جون ستيفنز (بالإنجليزية: John Stevens)‏ هو محامي وسياسي أمريكي، ولد في 18 أكتوبر 1973. حزبياً، نشط في الحزب الجمهوري. وقد انتخب عضو مجلس ولاية تينيسي.

## وصلات خارجية
- الموقع الرسمي